# Cydrome
Cydrome era una società informatica fondata nel 1984 con l'obiettivo di sviluppare processori per la Prime Computer. Tra i fondatori si segnalano David Yen, Wei Yen, e Bob Rau.
La compagnia nacque con l'obiettivo di sviluppare l'architettura VLIW e un compilatore scritto in Fortran con un avanzato sistema di tracciamento delle istruzioni al fine di ottenere un efficiente sistema di calcolo. I processori utilizzati usavano parole di 256 bit in grado di eseguire sette istruzioni per ciclo di clock. I processori avevano una modalità speciale di esecuzione sequenziale. I processori implementavano la rotazione dei registri e lo srotolamento dei loop.
I processori numerici erano sviluppati con la tecnologia ECL e funzionavano a 25 MHz. Il processore caricava parole di 256 bit, questa parola permetteva di immagazzinare sette istruzioni. La rotazione dei registri era utilizzata per velocizzare l'esecuzione dei loop. Il processore era dotato di una cache istruzioni ma non di una cache dati dato che i progettisti ritenevano questa inefficiente durante l'elaborazione di array diffusi. Il processore era dotato di MMU e quindi poteva implementare la memoria virtuale.
Il sottosistema di memoria implementava una gestione a 4 porte con interlaved a 64 vie. Questo al fine di evitare di sovraccarica una sola porta di accesso alla memoria e quindi di rallentare il sistema.
Il progetto iniziale venne espanso includendo un processore generico basato su più Motorola 68020 al fine di eseguire il sistema operativo Unix System V. Il processore numerico era in grado di eseguire un piccolo kernel al fine di poter ricevere i programmi da elaborare inviatogli dal sistema operativo Unix.
I processori inizialmente vennero utilizzato dalle macchine Cydra-5 e diverse macchine furono costruite. Le prime macchine vennero presentante nel 1987 alla Supercomputer Conference di Santa Clara California.
La società chiuse dopo tre anni di attività nel 1988.